# Irene Lisboa
Irene Lisboa (portuguès: Irene do Céu Vieira Lisboa)  (Arranhó, 25 de desembre de 1892 - Lisboa, 25 de novembre de 1958) va ser una escriptora, professora i pedagoga portuguesa. Una biblioteca d'Arruda dos Vinhos porta el seu nom.

## Biografia
Irene Lisboa va néixer a Casal da Murzinheira, a la parròquia d'Arranhó, municipi d'Arruda dos Vinhos, el dia 25 de desembre de 1892.
Escriptora, professora i pedagoga portuguesa. Llicenciada a l'Escola Normal Primária de Lisboa, estudis que va continuar a Suïssa, França , Bèlgica i Portugal, onde es va especialitzar en Ciències de l'Educació. Això li va permetre escriure diverses obres sobre qüestions pedagògiques. Durant l'estada a Ginebra, gràcies a una beca de l'Instituto de Alta Cultura, va tenir l'oportunitat de conèixer Jean Piaget i Édouard Claparède, amb el qual va estudiar a l'Institut Jean-Jacques Rousseau.
Va començar la vida professional com a professora d'educació infantil. El 1932 va ser nomenada inspectora orientadora d'Ensenyament Primari i Infantil. Com destaca Rogério Fernandes: «el programa d'aquest departament, dissenyat per Irene Lisboa, reformulava de dalt a baix les funcions d'un òrgan estatal fins llavors consagrat exclusivament al control ideològic, administratiu i disciplinari dels docents.» Per aquesta raó, Irene Lisboa va ser apartada del càrrec, primer cap a funcions burocràtiques – va ser nomenada per a l'Institut d'Alta Cultura – i després, el 1940, definitivament apartada del Ministeri d'Educació i de tots els càrrecs oficials, per haver rebutjar un lloc a Braga. En realitat, va ser una forma d'exili per a una pedagoga incòmoda per les seves idees avançades.
Irene Lisboa es va dedicar per complet a la producció literària i a les publicacions pedagògiques un cop jubilada, als 48 anys. No obstant això, no era lliure en l'expressió dels seus pensaments. «Li quedava la premsa, els llibres, les conferències. Gran part de les seves intervencions les va fer, precisament, en aquests àmbits, però convé no oblidar que el control de la censura exercida per la dictadura salazarista sobre l'expressió pública del pensament no li va permetre certament la transmissió de les seves opinions amb tota la claredat.»
Això la va dur a adoptar pseudònimo per escriure les seves opinions, sobretot João Falco, Manuel Soares i Maria Moira.
Va morir a Lisboa a 25 de novembre de 1958, quan li faltava un mes per complir 66 anys. Les restes mortals de l'escriptora van ser, el 13 de gener de 2013, traslladats del cementiri da Ajuda, a Lisboa, cap al cementiri d'Arruda dos Vinhos.

## Reconeixement
La seva obra literària ha estat elogiada per alguns dels seus col·legues com José Rodrigues Miguéis, José Gomes Ferreira, João Gaspar Simões, Vitorino Nemésio i José Régio, tot i que no ha tingut mai una gran acceptació per part del públic.
En homenatge seu, la Federació Nacional de Professors va fundar, el 12 de gener de 1988, l'Institut Irene Lisboa.
El 19 de maig de 1989 li van concedir, a títol pòstum, el grau de Comendador de l'Ordem da Liberdade.
La biblioteca municipal d'Arruda dos Vinhos porta el seu nom. En el mateix municipi, a la parròquia d'Arranhó, l'any 1999 es va crear el Museu Irene Lisboa.
A directora de cinema Marta Pessoa va recórrer a la seva obra i a la de Maria Judite de Carvalho per crear el personatge principal de la pel·lícula Donzela Guerreira.

## Caracterització de l'obra
La producció literària d'Irene Lisboa abasta la poesia, el conte, la crònica i la novel·la. Malgrat la varietat, tota la seva obra es caracteritza per un nucli intimista i autobiogràfic que la unifica.
Irene Lisboa es va estrenar en el camp literari portuguès el 1926 amb Treze Contarelos Que Irene Escreveu e Ilda Ilustrou, un llibre de contes per a nens. Com diu Violante Magalhães en l'article "Irene Lisboa i a literatura para crianças", l'obra, igual que els altres escrits de l'autora per als més petits, es caracteritza per un estil d'oralitat i discurs directe. Al llarg del llibre, Irene Lisboa utilitza la frase curta, però ben estructurada. Tot amb el propòsit de dur a terme les idees pedagògiques desenvolupades en els seus treballs teòrics que publicava sota el nom de Manuel Soares.
L'escriptura creativa no interromp la seva col·laboració amb diaris i revistes de l'època, dels quals destaquen Seara Nova, Presença i O Diabo.
El 1936, amb el pseudònim de João Falco, publica el segon llibre, aquesta vegada de poesia, intitulat Um dia e outro dia… – Diário de uma Mulher. L'any següent, amb el mateix pseudònim, apareix Outono havias de vir, un altre llibre de poesia.
Com destaca Paula Morão, els poemes d'Irene Lisboa, sense rima i de ritme regular, van moltes vegades intercalats per frases més llargues que no mantenen l'aparença gràfica de versos. Com diu la mateixa Irene Lisboa: "Del que us sembla vers en dieu vers i de la resta en dieu prosa." Aquesta ruptura amb els cànons de la lírica tradicional s'insereix en la polèmica sobre la consolidació del vers lliure a Portugal. José Correia del Souto escriu que la poesia d'Irene Lisboa toca temes concrets, quotidians, però sempre amb una mirada "de qui veu néixer el Món en cada humil manifestació de vida". És una escriptura confessional que valora les petites coses de la gent del poble i implícitament critica valors burgesos.
Encara amb el nom de João Falco, l'any 1939 apareix el llibre titulat Solidão – Notas do punho de uma mulher, que, per la inserció de les datacions genèriques i pel caràcter introspectiu, s'acosta al gènere diarístico. La mateixa temàtica intimista, l'estil i la característica fragmentació de <i id="mwkQ">Solidão – Notas do punho de uma mulher</i> tenen continuació en Apontamentos i en Solidão – II. Publicats respectivament el 1943 i el 1966, són llibres de tendència autobiogràfica en què una veu femenina parla de si mateixa i de la seva intimitat. Predomina el tema de la solitud i de la queixa per l'absència de l'amor, cosa que no priva l'autora d'una mirada vasta del món.
Les novel·les Começa uma vida (1940) i Voltar atrás para quê? (1956) també se situen en el vessant autobiogràfic de l'escriptora. Les dues relaten la vida d'una noia des de la infància fins als divuit anys. Conten els esdeveniments que la van convertir en una solitària, agressiva i molt atenta al món que l'envoltava. Com diu Paula Morão:
"separada de la mare cap als tres anys, viu amb el pare i una padrina en la finca d'aquesta, estigmatitzada per una bastardia que el creixement aguditzarà, no només per les seves seqüeles en l'imaginari de la protagonista, sinó per les conseqüències pràctiques sobre la seva vida, veient-se desprovida de béns materials i sobretot simbòlics (mai reconeguda pel pare i espoliada dels seus drets per acció de gent ambiciosa i sense escrúpulos). Sent una història personal, un "cas", és també exemplar d'un cert temps portuguès de començaments del segle xx, caracteritzat per la decadència dels terratinents i de la burgesia promoguda pels diners a costa del sacrifici dels més febles."
Un altre vessant de la prosa de ficció d'Irene Lisboa se centra en les formes curtes de narrativa, que la mateixa escriptora denomina com a "crònica" o "reportatge". AEsta Cidade!, O pouco e o muito – Crónica urbana, Título qualquer serve para novelas e noveletas, Crónicas da Serra, són algunes d'aquestes obres curtes que retraten tant el món urbà lisboeta com el rural i el muntanyenc. Irene Lisboa hi agafa com a motiu central els petits drames quotidians del poble, sobretot de les dones que sovint apareixen com a personatges passius i patidors. Les històries són plenes de malenconia i conmoció de l'autora. Massaud Moisés afirma, sobre aquestes obres d'Irene Lisboa:
"Una certa malenconia, possible fruit d'un solipsisme d'arrel i d'hàbit, amara els quadres dramàtics i els dona el caràcter de vistos a través de llàgrimes o d'un vel de commoció que la narradora no amaga ni atenua. En resulta una escriptora humaníssima, vinculada a les persones amb una simpatia ultraestètica, que provés d'una sensibilitat apta per fixar la més mínima vibració de l'ànima humana"
Per tant, Irene Lisboa es mostra com una escriptora molt humana i sensible al drama dels altres.
Podem resumir l'obra d'Irene Lisboa amb les paraules de Jacinto do Prado Coelho, que constata que:
"Encara a propòsit dels seus llibres, es diu que tot el que va produir reacciona a una desolada situació de dona alta i lliure en un món endarrerit mig petitburgès, que aconsegueix vèncer la solitud gràcies a una convivència oberta amb la gent simple del carrer, de l'escala de veïns, amb qui s'integra amb la seva pròpia parla a través d'alguns dels seus llibres"
En conclusió, gràcies a aquesta convivència oberta amb la gent simple del carrer amb la qual s'integra en la seva escriptura, redescobrint l'amor de les coses senzilles i valorant els petits fets del quotidià sense història, Irene Lisboa aconsegueix vèncer la solitud.
Irene Lisboa, a més d'una vasta obra literària, va deixar molts treballs científics en l'àrea de la Pedagogia.

## Obres Seleccionades
L'obra d'Irene Lisboa abasta diversos gèneres literaris:
- 1991 - Poesia – I, col·lecció Obras de Irene Lisboa, de l'Editorial Presença.

Novel·les
- 1940 - Começa uma Vida (amb el pseudònim de João Falco), Seara Nova, Lisboa[27]
- 1956 -Voltar atrás para quê?, Livraria Bertrand, Lisboa[28][29]
- 1958 - Título qualquer serve para novelas e noveletas, Portugália Editora, Lisboa[30]

Literatura infantil
- 1926 - Tretze Contarelos Que Irene Va escriure i Ilda Va il·lustrar, editat per ella i per Ilda Moreira[31]
- 1955 - Una mà plena de no-res, una altra de cosa cap, Portugália Editora, il·lustracions de Pitum Keil do Amaral.[32]
- 1958 - Vols escoltar? Jo conto històries per a majors i més petits es entreterem, Portugália Editora, Lisboa[33][34][35]

Diaris
- 939 - Solidão, notas do punho de uma mulher (amb el pseudònim de João Falco), Seara Nova, Lisboa[36][37]
- 1943 - Apontamentos, autoedició[38][39]
- 1966 - Solidão II, Portugália Editora, Lisboa[36]

Cròniques
- 1956 - O pouco e o Muito - Crónica Urbana, autoedició, reeditat en 1997 per l'Editorial Presença[40]
- 1958 - Crónicas da Serra, Livraria Bertrand, Lisboa; reeditat en 1997 per l'Editorial Presença[41]

Amb el pseudònim João Falco:
- 1940 - Idem, autoedició, Lisboa
- 1940 - Lisboa e quem cá vive, Seara Nova
- 1942 - Esta Cidade!, autoedició, reeditat en 1995 per l'Editorial Presença[43]